# Mutuelle de Seine-et-Marne
 (novembre 2015).
La mutuelle de Seine-et-Marne est une mutuelle régie par le code de la mutualité. 

## Historique
Elle est créée le 6 mai 1936 à Melun sous le nom de mutuelle chirurgicale seine-et-marnaise. Elle a pour objet de prendre en charge les dépenses de ses adhérents consécutives à une intervention chirurgicale.
Ses fondateurs au nombre de quinze dont cinq médecins se réunissent à l'hôtel de ville de Melun (Siège social de la mutuelle) en assemblée générale constitutive. Parmi eux, essentiellement des notables assurant par ailleurs des fonctions électorales.
En 1945, la Mutuelle Chirurgicale Seine et Marnaise compte 23 000 adhérents, 50 000 en 1950, 121 000 en 1960 et 170 000 en 1970.
De 1995 à 1998, la Mutuelle de Seine-et-Marne est le sponsor principal d'une équipe cycliste française. Cette équipe dispute notamment le Tour de France 1997.
La Mutuelle de Seine et Marne fusionne avec la MGCIA (Paris) pour donner naissance à Mutuelle bleue le 5 octobre 2002. 